# Baishun bōshi hō
Baishun bōshi hō (jap. 売春防止法) (pol. dosł. Ustawa przeciw prostytucji) – japońskie prawo z 24 maja 1956 mające na celu zapobieganie prostytucji, karanie osób trzecich zaangażowanych w działalność oraz ochronę i resocjalizacje kobiet uprawiających prostytucję. Ustawa weszła w życie w 1 kwietnia 1957, ale wszystkie przepisy weszły w życie w pełni dopiero 1 kwietnia następnego roku. Ponieważ prawo nie przewiduje kary za prostytucję jako takiej (klient i prostytutka), uważa się ją bardziej za środek ostrożności niż ustawę o zakazie.

## Historia
Historia nadzorowanej prostytucji w Japonii sięga okresu Kamakura (1185-1333). W 1618 roku, w okresie Edo, powstały dzielnice czerwonych latarni (Yūkaku) i uregulowano prostytucję. Od końca lat osiemdziesiątych XIX wieku różne grupy, w tym Chrześcijańska Unia Wstrzemięźliwości Kobiet i Towarzystwo Czystości, lobbowały na rzecz zakończenia legalizacji prostytucji. Rząd japoński sprzeciwił się tym żądaniom i zapewnił skuteczną kontrolę chorób przenoszonych drogą płciową, argumentując, że bez tego popęd seksualny mężczyzn spowodowałby wzrost liczby gwałtów i przestępstw seksualnych. W latach 1934–1935, pod naciskiem abolicjonistów, Ministerstwo Spraw Wewnętrznych ogłosiło, że licencjonowana prostytucja zostanie zniesiona w najbliższej przyszłości, ale nie podjęto żadnych działań.
Podczas amerykańskiej okupacji Japonii po II wojnie światowej prostytucja kwitła. W styczniu 1946 Sztab Generalny Mocarstw Alianckich (GHQ/SCAP) wydał nakaz zniesienia licencjonowanej prostytucji. Doprowadziło to do uchwalenia w 1948 r. ustawy o regulacjach dotyczących przedsiębiorstw mających wpływ na moralność publiczną. Ustawa zakazująca prostytucji została wprowadzona do parlamentu w 1947 r., ale została odrzucona. 
Członkinie parlamentu próbowały podejmować różne działania przeciwko prostytucji, aż w maju 1956 r. udało im się wprowadzić ustawę o zapobieganiu prostytucji. Ówczesny premier Japonii Ichirō Hatoyama powołał Radę ds. Polityki Prostytucji, której przewodniczył aktywista i działacz antyprostytucyjny Tsûsai Sugawara, a wynikające z niej prawo uznawało za przestępstwo nagabywanie, zamawianie i umowy dotyczące prostytucji, choć nie sam akt prostytucji. Sugawara przyznał, że kompromisowe przepisy zawierają luki, ale zasugerował, że przynajmniej sprzedaż córek w celu prostytucji jest nielegalna i zasugerował, że może być wymagana formalna regulacja, jeśli prostytucja nie zostanie wyeliminowana.
Jednak prawo nie mogło być stosowane jednocześnie na obszarach, na których Japonia nie miała wówczas merytorycznej jurysdykcji (tj. na wyspach Ogasawara w obszarze metropolitalnym Tokio i na Okinawie pod rządami USA). Podczas gdy ustawa weszła w życie 26 czerwca 1968 r. na wyspach Ogasawara, prefektura Okinawa zaczęła wdrażać niektóre przepisy ustawy i informować o niej opinię publiczną w 1970 r., przed przekazaniem władzy, a ostatecznie w pełni wdrożyła ustawę 15 maja 1972 r., po powrocie Okinawy do Japonii.